# Dusona virgulata
Dusona virgulata är en stekelart som beskrevs av Gupta 1977. Dusona virgulata ingår i släktet Dusona och familjen brokparasitsteklar. Inga underarter finns listade i Catalogue of Life.